# 用瀬町
用瀬町（もちがせちょう）は、かつて鳥取県の東部にあった町である。八頭郡に属した。昔から、１年間の罪・穢れを払う流しびなが行われていることでも知られた。本項では、町制前の名称である用瀬村（もちがせそん）についても述べる。2004年（平成16年）11月1日に鳥取市に編入合併し、町域は鳥取市用瀬町となった。

## 地理
鳥取県の東部に位置し、町の中心地を千代川が流れている。

### 隣接していた自治体
- 鳥取県
  - 八頭郡 郡家町、船岡町、河原町、佐治村、智頭町
- 岡山県
  - 苫田郡 阿波村

## 歴史
- 1889年（明治22年）10月1日 - 町村制施行に伴い、智頭郡用瀬宿・別府村の区域をもって用瀬村が発足。
- 1896年（明治29年）4月1日 - 用瀬村の所属郡が八頭郡に変更。
- 1918年（大正7年）2月11日 - 用瀬村が町制施行して用瀬町となる。
- 1955年（昭和30年）3月31日 - 大村・社村と合併し、改めて用瀬町が発足。
- 2004年（平成16年）11月1日 - 鳥取市に編入[1]。同日用瀬町廃止。

## 行政
歴代町長
- 初代 - 安岡亀治（任期：昭和30年4月30日-昭和34年4月29日）
- 2代目 - 永田亀吉（任期：昭和34年4月30日-昭和50年4月29日）
- 3代目 - 長谷川富二（任期：昭和50年4月30日-昭和58年1月21日）
- 4代目 - 池本茂晴（任期：昭和58年3月6日-平成16年10月31日）

## 教育
- 用瀬町立用瀬小学校（現・鳥取市立用瀬小学校）
- 用瀬町立用瀬中学校（2013年佐治中学校と統合し、現・鳥取市立千代南中学校）

## 交通

### 鉄道
- 中心となる駅 - 用瀬駅
- 西日本旅客鉄道（JR西日本）
  - 因美線：（河原町） - 鷹狩駅 - 用瀬駅 - 因幡社駅 - （智頭町）

### 道路
- 高速道路（2009年3月14日に開通）
  - 鳥取自動車道：用瀬インターチェンジ
- 一般国道
  - 国道53号（国道373号重複）
  - 国道482号
- 県道
  - 鳥取県道40号智頭用瀬線
  - 鳥取県道49号鳥取河原用瀬線
  - 鳥取県道118号加茂用瀬線
  - 鳥取県道174号用瀬停車場線

## 名所・旧跡・観光スポット・祭事・催事
- 流しびな（旧暦3月3日）
- 流しびなの館
- 景石城跡